# Esquay-sur-Seulles
Esquay-sur-Seulles település Franciaországban, Calvados megyében. Lakosainak száma 292 fő (2022. január 1.). Esquay-sur-Seulles Saint-Martin-des-Entrées, Saint-Vigor-le-Grand, Vaux-sur-Seulles, Vienne-en-Bessin, Creully sur Seulles és Moulins-en-Bessin községekkel határos.

## Népesség
A település népességének változása:
| Lakosok száma | 258  | 278  | 303  | 345  | 318  | 308  | 291  | 283  | 279  | 292  |
|               | 1968 | 1982 | 1990 | 2006 | 2013 | 2015 | 2017 | 2019 | 2020 | 2022 |